# 伊藤宗印 (2代)
二代伊藤宗印（にだい いとう そういん、1655年（承応4年） - 1723年12月28日（享保8年12月2日））は江戸時代の将棋指し。将棋家元三家の一家である伊藤家二代当主、五世名人。前名は鶴田幻庵（文献によっては玄蔵）。
伊藤家初代当主初代伊藤宗看の養子。伊藤印達（五段）、七世名人三代伊藤宗看、八代大橋宗桂（伊藤宗寿）（八段）、伊藤看恕（七段）、初代伊藤看寿（贈名人）の父。伊藤得寿（三代宗看の子、早世）、九代大橋宗桂、伊藤寿三（二代伊藤看寿）の祖父。七代伊藤宗寿の曽祖父。

## 経歴
肥前国唐津出身。幼少の頃に宗看に養われ、将棋の技を身につけたという。
元禄2年（1689年）、初代宗看の宅で五代大橋宗桂と右香落とされで対戦、勝利したという。
元禄3年（1690年）に、伊藤宗看の養子として御城将棋に出仕。
元禄4年（1691年）、養父の宗看が引退し、伊藤家を継ぐ。名人位は大橋本家の五代大橋宗桂が就位した。
大橋分家の三代大橋宗与とは次期名人をめぐって競合関係にあり、御城将棋での宗印の対戦30譜のうち24譜が宗与との対戦である。なお、元禄3年の宗与との左香落戦が『御城将棋留』の棋譜が記録された最初の対戦となっている。その対戦では敗れたものの、平手での対戦では宗与に常に勝利した。
元禄11年（1698年）、長男の印達が生まれる。
元禄13年（1700年）に献上図式である『象戯図式』を開板。林信充の序が付されている。
宝永6年（1709年）、長男の印達が五段で御城将棋に初出勤する。この年には五代宗桂の養子の六代大橋宗銀も初出勤している。なお、同年10月10日より、印達と宗銀とが御好で対局を行った。この勝負は当初は十番程度で終わる予定であったが長引き宝永8年（1711年）2月28日まで五十七番に及び、後世に「五十七番指し」と呼ばれるまでになった。最後は印達が宗銀を定角落ちまで指し込むなど圧倒し36勝23敗の成績で終わった。しかし、この過酷な勝負は印達と宗銀両者の体を蝕み、その寿命を縮めたとされる。
正徳元年（1711年）、伊藤家門下の宮本印佐（俊当）と有浦印理（政春）が将軍徳川家宣に召出され、米百五十表を賜与されている。同年の御城将棋で印達と宗銀が平手で対戦し、後手の印達が勝利する（この対戦は五十七番指しに含まれない）。これが印達の最後の御城将棋となった。
正徳2年（1712年）9月、長男の印達が死去する。同年の御城将棋で宗印は宗銀と角落ちで対戦し敗れる。これが宗銀の最後の御城将棋となる。正徳3年（1713年）閏5月22日、名人の五代大橋宗桂が亡くなり、宗印が名人を襲位する。大橋本家は宗銀が継いだが同年8月22日に死去してしまう。
享保7年（1722年）、最後の御城将棋に出勤。大橋分家の大橋宗民（三代宗与の子、後の四代宗与）との角落戦に敗れる。
享保8年（1723年）に死去。法名は金龍院宗印日歩。墓所は東京墨田区の本法寺。
近年の研究によると、既に生前に三代大橋宗与に将棋所を譲っていたという。
花村元司によると、「攻め八分で局面の主導権を握って手将棋に持ち込むのが得意な棋風」であったという。『将棋営中日記』においては5位に挙げられている。
門下には宮本と有浦の他、原喜右衛門がいる。原は偽作棋譜を集めた『象戯名将鑑』の出版で知られるが、素行不良のため破門されたという。

## 詰将棋
詰将棋では献上図式である『象戯図式』（俗称：将棋勇略）の他に『将棋精妙』（全て不成を含む作品で、「成らず百番」の異名がある）、がある。
前者は一部が添田宗太夫の作ではないかという指摘がある。添田は当時の有力棋客の一人で詰将棋に優れた曲詰集である『象戯秘曲集』の他、1753年（宝暦3年）に開板した『象戯洗濯作物集』がある。なお、添田が伊藤家の門下で、宗印との競作部分が存在したのではないかという指摘がある。
後者は没後135年の安政5年に開板されており、序を付した八代伊藤宗印は「生涯に2百番の作図を残した人物は稀である」と称えているが、宗印のオリジナルかどうか疑問も持たれている。また、巻末の第99番と第100番は、玉方に妙手があって不詰となる「逃れ図」という趣向を持っている。

## その他
- 湯川博士著『大江戸将棋所 伊藤宗印伝』は二代宗印の伝記小説である。